# Rétalap
Rétalap is een plaats (község) en gemeente in het Hongaarse comitaat Győr-Moson-Sopron. Rétalap telt 564 inwoners (2001).